# Ungmartha
Ungmartha är en finlandssvensk förening som är Finlands svenska marthaförbunds ungdomsorganisation. Organisationen har verksamhet runtom Svenskfinland och hör till marthabörbundet som en lokalavdelning. Ungmarthas säte ligger i Helsingfors och den är grundad år 1978.
Organisationens ordförande är Anna Nylund. Ordförandens roll är att representera ungdomsorganisationen i Marthaförbundets förbundsstyrelse.
Ungmarthas verksamhet har traditionellt bestått bl.a. av sommarläger där barn och unga får pröva matlagning och lära sig att t.ex. laga mellanmål självständigt hemma. I olika orter finns det också så kallade M-klubbar.